# Purdil Khan
Purdil Khan est un homme politique afghan et militaire saqqawiste. Il dirige le mouvement révolutionnaire après la guerre civile et la mort de Kalakânî.

## Biographie
Purdil est l'oncle de Habibullah Kalakânî, chef des Saqqawistes.

### Guerre civile afghane
Purdil est nommé maréchal de l’armée afghane saqqawiste en janvier 1929, après la prise de Kaboul. Le 24 mars, Purdil est devenu ministre de la Défense remplaçant Sayyid Husayn (en). Purdil participe de nombreuses batailles contre le gouvernement afghan. Il gagne à la bataille de Maydan le 24 mars, perd à Shaykhabad le 9 avril puis gagne à la bataille de Ghazni le 28 avril, au siège de Kalat du 19 au 23 mai et prend Kandahar le 31 mai. Après la prise de Kandahar par les Saqqawistes, Purdil supplie Kalakânî d’épargner Ali Ahmad Khan, mais il refuse et Ali Ahmad est exécuté le 11 juillet. Il participe au siège de Kaboul du 9 au 13 octobre 1929 qui est une défaite pour les Saqqawistes mettant fin à la guerre civile.

### Rébellions puis mort
En février 1930, Purdil, devenu le chef des Saqqawistes, se serait révolté contre Mohammad Nadir dans le district de Kohistan dans la province de Kapissa. Après le meurtre de nombreux rebelles, la révolte, qui a commencé en février, est réprimée à la mi-avril 1930. Pudril Khan réussit à s’échapper. Les sources ne sont pas précises sur les belligérants de cette révolte. En effet, les sources mentionnent les Saqqawistes de Purdil tandis que d'autres des rebelles loyales à l'ancien roi Amanullah.
En juillet 1930, les Saqqawistes se sont battus à nouveau contre les forces de l’État dans le district de Kohistan. La rébellion est vaincue après une semaine. Purdil meurt pendant les combats. 3000 soldats sont capturés et les 11 dirigeants Saqqawistes sont exécutés.